# X Liga Portuguesa de Futebol Americano
La X Liga Portuguesa de Futebol Americano è stata la 10ª edizione del campionato di football americano di primo livello, organizzato dalla FPFA (erede della APFA).
Per la prima volta il campionato portoghese è organizzato su due livelli; le ultime due classificate della LPFA giocheranno in CPFA nella stagione successiva.

## Squadre partecipanti
| Club                | Città             | Stadio | Sponsor ufficiale | Risultato nella stagione 2017-18 |
| ------------------- | ----------------- | ------ | ----------------- | -------------------------------- |
| Algarve Sharks      | Faro              |        |                   |                                  |
| Braga Warriors      | Braga             |        |                   |                                  |
| Cascais Crusaders   | Cascais           |        |                   |                                  |
| Lisboa Devils       | Lisbona           |        |                   |                                  |
| Lisboa Navigators   | Lisbona           |        |                   |                                  |
| Paredes Lumberjacks | Paredes           |        |                   |                                  |
| Porto Mutts         | Vila Nova de Gaia |        |                   |                                  |

## Stagione regolare

### Calendario

#### 1ª giornata
| 5 gennaio 2019 | Algarve Sharks | 14 – 20 | Porto Mutts |  |

| 5 gennaio 2019 | Braga Warriors | 12 – 42 | Lisboa Navigators |  |

| 6 gennaio 2019 | Lisboa Devils | 19 – 15 | Cascais Crusaders |  |

#### 2ª giornata
| 19 gennaio 2019 | Lisboa Navigators | 36 – 6 | Algarve Sharks |  |

| 20 gennaio 2019 | Porto Mutts | 20 – 6 | Lisboa Devils |  |

#### 3ª giornata
| 2 febbraio 2019 | Algarve Sharks | 0 – 33 | Braga Warriors |  |

| 3 febbraio 2019 | Lisboa Devils | 53 – 14 | Paredes Lumberjacks |  |

| 3 febbraio 2019 | Porto Mutts | 33 – 8 | Lisboa Navigators |  |

#### 4ª giornata
| 16 febbraio 2019 | Cascais Crusaders | 31 – 27 | Porto Mutts |  |

| 16 febbraio 2019 | Lisboa Navigators | 20 – 28 | Lisboa Devils |  |

#### 5ª giornata
| Cascais 2 marzo 2019 | Cascais Crusaders | 33 – 21 | Lisboa Navigators |  |

| Paredes 3 marzo 2019 | Paredes Lumberjacks | 16 – 6 | Braga Warriors |  |

#### 6ª giornata
| 16 marzo 2019 | Cascais Crusaders | 54 – 14 | Algarve Sharks |  |

| 17 marzo 2019 | Paredes Lumberjacks | 12 – 25 | Porto Mutts |  |

#### 7ª giornata
| 30 marzo 2019 | Braga Warriors | 7 – 40 | Cascais Crusaders |  |

| 31 marzo 2019 | Algarve Sharks | 10 – 28 | Paredes Lumberjacks |  |

#### 8ª giornata
| 13 aprile 2019 | Braga Warriors | 3 – 46 | Lisboa Devils |  |

| 14 aprile 2019 | Lisboa Navigators | 27 – 27 | Paredes Lumberjacks |  |

#### 9ª giornata
| 27 aprile 2019 | Lisboa Devils | 35 – 6 | Algarve Sharks |  |

| 28 aprile 2019, ore 15:00 | Paredes Lumberjacks | 0 – 34 | Cascais Crusaders |  |

#### Recuperi 1
| 5 maggio 2019 | Porto Mutts | 22 – 11 | Braga Warriors |  |

### Classifica
La classifica della regular season è la seguente:
- PCT = percentuale di vittorie, G = partite giocate, V = partite vinte,  P = partite perse, PF = punti fatti, PS = punti subiti

| Pos. | Squadra             | PCT  | G | V | N | P | PF  | PS  |
| ---- | ------------------- | ---- | - | - | - | - | --- | --- |
| 1    | Porto Mutts         | .833 | 6 | 5 | 0 | 1 | 147 | 82  |
| 2    | Lisboa Devils       | .833 | 6 | 5 | 0 | 1 | 187 | 78  |
| 3    | Cascais Crusaders   | .667 | 6 | 5 | 0 | 1 | 207 | 88  |
| 4    | Lisboa Navigators   | .417 | 6 | 2 | 1 | 3 | 154 | 139 |
| 5    | Paredes Lumberjacks | .417 | 6 | 2 | 1 | 3 | 97  | 155 |
| 6    | Braga Warriors      | .167 | 6 | 1 | 0 | 5 | 72  | 166 |
| 7    | Algarve Sharks      | .000 | 6 | 0 | 0 | 6 | 50  | 206 |

## Playoff

### Tabellone
|  | Semifinali | Semifinali        | Semifinali |               |    | X Final LPFA | X Final LPFA | X Final LPFA |  |
|  |            |                   |            |               |    |              |              |              |  |
|  | 1          | Porto Mutts       | 47         |               |    |              |              |              |  |
|  | 1          | Porto Mutts       | 47         |               |    |              |              |              |  |
|  | 4          | Lisboa Navigators | 22         |               |    |              |              |              |  |
|  | 4          | Lisboa Navigators | 22         |               | 1  | Porto Mutts  | 6            |              |  |
|  |            |                   |            |               | 1  | Porto Mutts  | 6            |              |  |
|  |            |                   | 2          | Lisboa Devils | 23 |              |              |              |  |
|  | 3          | Cascais Crusaders | 2          | Lisboa Devils | 23 | 12           |              |              |  |
|  | 3          | Cascais Crusaders |            |               |    |              |              |              |  |
|  | 2          | Lisboa Devils     | 13         |               |    |              |              |              |  |

### Semifinali
| 12 maggio 2019 | Porto Mutts | 47 – 22 | Lisboa Navigators |  |

| 12 maggio 2019 | Lisboa Devils | 13 – 12 | Cascais Crusaders |  |

### X Final LPFA
| 25 maggio 2019 | Porto Mutts | 6 – 23 (0-9 0-7 0-0 6-7) | Lisboa Devils |  |

## Verdetti
- Lisboa Devils Campioni del Portogallo 2018-2019 (3º titolo)
- Algarve Sharks e  Braga Warriors retrocessi in CNFA 2019-2020